# 1945 no teatro

## Nascimentos
| Data          | Nome                 | Profissão                               | Nacionalidade  | Observações | Ref |
| ------------- | -------------------- | --------------------------------------- | -------------- | ----------- | --- |
| 14 de janeiro | Joel Branco          | ator                                    | Portugal       |             |     |
| 2 de abril    | Linda Hunt           | atriz                                   | Estados Unidos |             |     |
| 17 de maio    | Filipe La Féria      | encenador                               | Portugal       |             |     |
| 10 de julho   | Jandira Martini      | atriz                                   | Brasil         |             |     |
| 20 de outubro | José Rubens Siqueira | autor, diretor, cenógrafo e figurinista | Brasil         |             |     |
| ?             | Ricardo Pais         | encenador                               | Portugal       |             |     |

## Mortes
| Data           | Nome              | Profissão | Nacionalidade | Observações | Ref |
| -------------- | ----------------- | --------- | ------------- | ----------- | --- |
| 21 de Novembro | Adelina Abranches | atriz     | Portugal      | n. 1866     |     |